# روشچا (شهرستان شارانسکی، باشقیرستان)
روشچا (انگلیسی: Roshcha, Sharansky District, Republic of Bashkortostan) یک شهرک در شهرستان شارانسکی استان باشقیرستان کشور روسیه است.